# Eric Heiden
Eric Arthur Heiden (* 14. června 1958 Madison, Wisconsin) je bývalý americký rychlobruslař a cyklista.
V roce 1975 se poprvé zúčastnil rychlobruslařského Mistrovství světa juniorů, na němž skončil na desátém místě, o rok později již získal stříbrnou medaili. Zúčastnil se Zimních olympijských her 1976 (1500 m – 7. místo, 5000 m – 19. místo) a Mistrovství světa ve víceboji 1976 (5. místo). V letech 1977–1979 zcela ovládl světové rychlobruslařské šampionáty, v letech 1977 a 1978 vyhrál vícebojařské, sprinterské i juniorské mistrovství a v roce 1979 vícebojařský a sprinterský šampionát (na juniorském již nestartoval). Závěrečným a konečným vrcholem jeho kariéry byla sezóna 1979/1980, v níž zvítězil na Mistrovství světa ve sprintu, na Mistrovství světa ve víceboji získal stříbro a ve které především vybojoval na Zimních olympijských hrách 1980 zlaté medaile ve všech pěti disciplínách 500 m, 1000 m, 1500 m, 5000 m a 10 000 m, což se nikdy žádnému jinému rychlobruslaři v historii nepodařilo. S pěti zlatými je nejúspěšnějším sportovcem jednoho ročníku zimních olympijských her.
Po ukončení rychlobruslařské kariéry začal závodit jako profesionální cyklista, zúčastnil se také závodů Giro d'Italia 1985 a Tour de France 1986. Vystudoval Stanfordovu univerzitu, pracuje jako ortoped a věnuje se sportovnímu lékařství.
Jeho sestra Beth je také bývalou rychlobruslařkou a cyklistkou.
V letech 1977, 1978, 1979 a 1980 obdržel cenu Oscara Mathisena a je jediným závodníkem, který toto rychlobruslařské ocenění získal čtyřikrát.